# Guido Fanconi
Guido Fanconi (Poschiavo, 1º gennaio 1892 – Poschiavo, 10 ottobre 1979) è stato un pediatra svizzero, considerato uno dei fondatori della pediatria moderna.

## Biografia
Svizzero di lingua italiana, era sesto e ultimogenito figlio di Pietro Antonio Fanconi e Celesta Olgiati. Il benessere della sua famiglia, derivante dalla proprietà di una catena di caffè in Spagna, andò in fumo per lo scoppio della guerra ispano-americana (1898). Nel 1905 si trasferì a Schiers e, nonostante le iniziali difficoltà legate all'apprendimento della lingua tedesca, si distinse negli studi. Nel 1911 conseguì la maturità a Zurigo. Si iscrisse in medicina all'Università di Losanna e dopo aver continuato gli studi a Monaco di Baviera e a Zurigo, si laureò a Berna nel 1918. Nel 1920 entrò nel Kinderspital (ospedale pediatrico) dell'Università di Zurigo, dove, con l'eccezione di un solo anno, rimase per 45 anni. 
Fanconi riconobbe presto l'importanza della biochimica nella clinica medica e perfezionò le sue conoscenze all'università di Halle presso Emil Abderhalden, allievo a sua volta del grande biochimico Emil Fischer. Il ricorso a esami ematochimici nei neonati e nei bambini, da parte di Fanconi, suscitò inizialmente critiche nell'ambiente pediatrico; ciononostante nel 1926 ottenne l'Habilitation, titolo corrispondente alla libera docenza, con un lavoro sugli esami sierologici nella scarlattina (Klinische und serologische Beiträge zum Scharlachproblem), e nel 1929 succedette a Emil Feer come professore di pediatria e direttore del Kinderspital che, con la sua direzione, divenne uno degli ospedali pediatrici più rinomati al mondo.
Nel 1945 Fanconi fondò una nuova rivista di pediatria, Helvetica Paediatrica Acta, che divenne un periodico rinomato in tutto il mondo. Fanconi andò in pensione nel 1961 e in quell'occasione lasciò la direzione della clinica universitaria pediatrica di Zurigo; continuò tuttavia a svolgere la pratica professionale e a tenere conferenze fino alla sua morte. La fama internazionale lo portò già nel 1947 alla presidenza dell'International Paediatric Association (IPA), di cui fu segretario generale fino al 1966.

## Opera
Sono pochi gli argomenti di pediatria di cui Fanconi non si sia mai interessato, e sono viceversa molte condizioni mediche che ricordano Fanconi nel nome. Nel 1927 Fanconi descrisse una anemia aplasica, apparentemente trasmessa con ereditarietà autosomica recessiva, che di solito si manifesta nell'infanzia ed è associata ad anomalie congenite somatiche multiple, fra cui malformazioni cardiache e renali, bassa statura, iperpigmentazione della cute, anomalie ossee soprattutto ipoplasia o assenza dei pollici o del radio; la sindrome venne chiamata "anemia di Fanconi" già da Otto Nägeli nel 1931. Lo stesso Fanconi nel 1964 ipotizzò che la patologia fosse legata a traslocazione cromosomica; si trovò in seguito che le anomalie cromosomiche, presenti nella sindrome, fossero legate a difetti nella riparazione del DNA. L'anemia di Fanconi non deve essere confusa con la "sindrome di Fanconi" (più propriamente "sindrome di De Toni-Fanconi-Debré"), una patologia dovuta ad alterata funzionalità tubulare renale descritta anche dall'italiano Giovanni De Toni (1896-1973).
L'attività di Fanconi si esplicò in numerosi altri settori della pediatria. 
- Nel 1934, dopo la descrizione dei primi casi in una tesi di dottorato prodotta sotto la sua direzione, pubblicò il primo lavoro sulla fibrosi cistica pancreatica[5].
- Nel 1941 la diffusione di una epidemia di poliomielite in Svizzera portò Fanconi a ipotizzare che la trasmissione del virus si verificasse attraverso la via gastrointestinale, come la febbre tifoide[6]; in seguito a ciò, nel 1955 in Svizzera venne introdotta la vaccinazione obbligatoria antipolio col vaccino Salk.
- In base a considerazioni fisiopatologiche Fanconi ipotizzò che la sindrome di Down fosse dovuta a un'anomalia cromosomica[7], venti anni prima che Jérôme Lejeune scoprisse la trisomia 21[8].